# Daniel Hess (Kunsthistoriker)

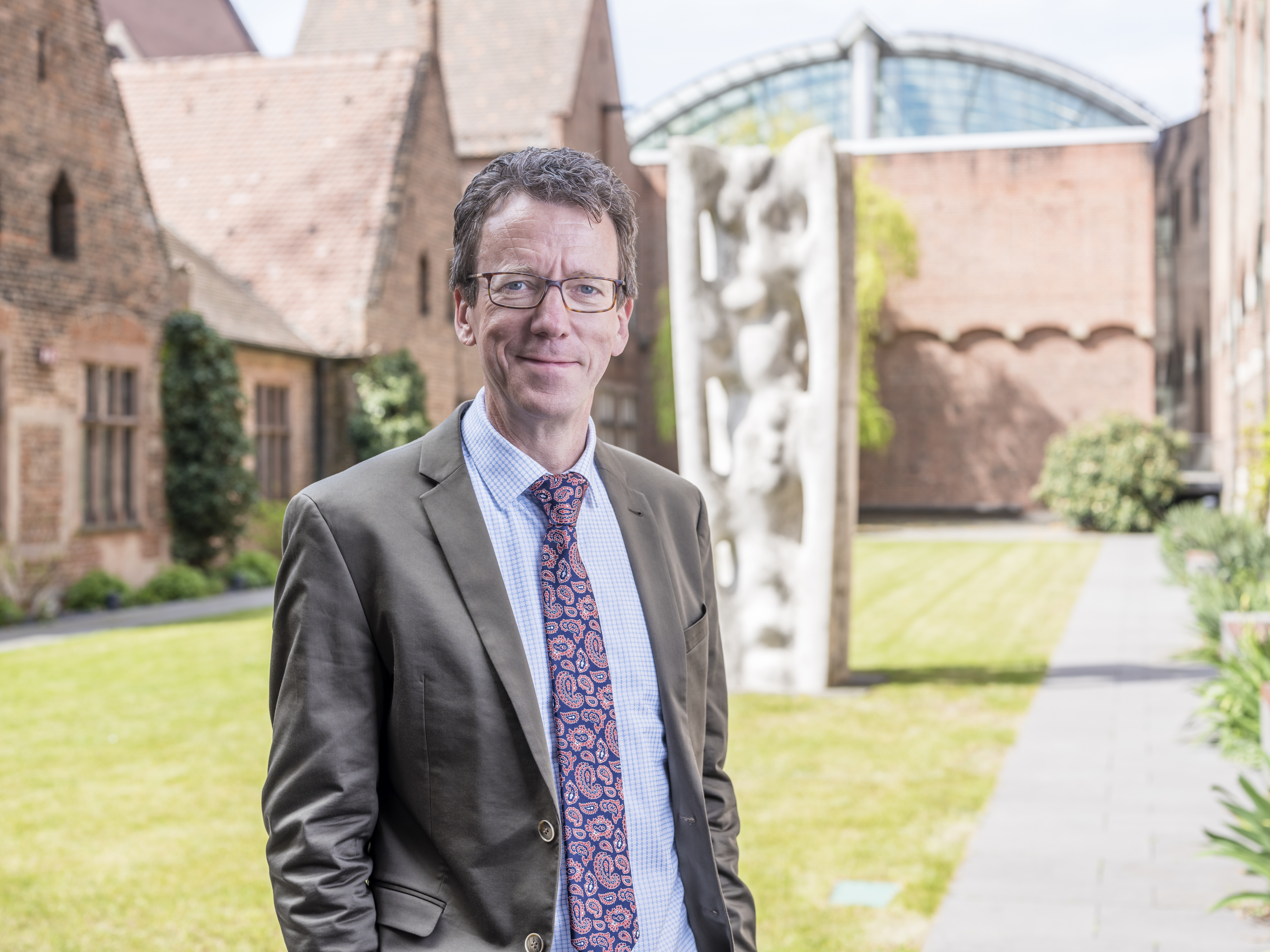
Daniel Hess

Daniel Hess (* 1963 in Richterswil, Kanton Zürich) ist ein Schweizer Kunsthistoriker und seit dem 1. Juli 2019 Generaldirektor des Germanischen Nationalmuseums in Nürnberg.

## Leben
Daniel Hess studierte von 1983 bis 1988 Kunstgeschichte, Kirchengeschichte und Literaturkritik an der Universität Zürich, wo er mit dem Lizenziat abschloss. Während seiner Promotion an der Universität Stuttgart wurde er von 1989 bis 1992 mit Stipendien des DAAD und der Landesgraduiertenförderung Baden-Württemberg unterstützt. Anschließend war er Mitarbeiter des Corpus Vitrearum Deutschland, bevor er 1998 Leiter der Sammlungen Malerei bis 1800 und Glasmalerei am Germanischen Nationalmuseum in Nürnberg wurde. Daniel Hess wurde im Juni 2019 auf den neugegründeten Lehrstuhl Museumsforschung und Kulturgeschichte an der Universität Erlangen berufen. Am 1. Juli 2019 wurde er als Nachfolger von G. Ulrich Großmann Generaldirektor des Germanischen Nationalmuseums.

## Gremien und Ehrenämter
- Mitglied des deutschen Nationalkomitees des Corpus Vitrearum Deutschland
- Mitglied des Wissenschaftlichen Beirats des Deutschen Vereins für Kunstwissenschaft
- Fellowship Villa Aurora / Getty Research Institute, Los Angeles 2017
- Honorarkonsul der Schweiz

## Forschungsprojekte
- Die deutsche Tafelmalerei des Spätmittelalters[2]
- Kritischer Katalog der Luther-Bildnisse (1519–1530)[3]

## Ausstellungen
- 17. November 2005 – 5. März 2006: Mit Milchbrei und Rute. Familie, Schule und Bildung in der Reformationszeit. Germanisches Nationalmuseum, Nürnberg.[4]
- 2010: Neukonzeption der Schausammlung Renaissance. Barock. Aufklärung im Germanischen Nationalmuseum, Nürnberg.[5]
- 24. Mai 2012 – 2. September 2012: Der frühe Dürer – Die größte Dürer-Ausstellung seit 40 Jahren. Germanisches Nationalmuseum, Nürnberg.[6]
- 11. April 2019 – 4. Oktober 2020: Helden, Märtyrer, Heilige. Wege ins Paradies. Germanisches Nationalmuseum, Nürnberg.[7]
- 18. Februar 2021 – 3. Oktober 2021: Europa auf Kur. Ernst Ludwig Kirchner, Thomas Mann und der Mythos Davos. Germanisches Nationalmuseum, Nürnberg.[8]

## Publikationen (Auswahl)
- Dürers Selbstbildnis von 1500 – „Alter Deus“ oder Neuer Apelles? In: Mitteilungen des Vereins für Geschichte der Stadt Nürnberg. 77, 1990, S. 63–90.
- Meister um das „mittelalterliche Hausbuch“, Studien zur Hausbuchmeisterfrage. Mainz 1994.
- Das Gothaer Liebespaar – Ein ungleiches Paar im Gewand höfischer Minne. Frankfurt am Main 1996.
- Barocke Spätromanik oder byzantinische Gotik? Der Zackenstil in den Bildkünsten von 1250 bis 1290. In: Himmelslicht – europäische Glasmalerei im Jahrhundert des Kölner Dombaus (1248–1349). Ausstellungskatalog. Schnütgen-Museum, Köln 1998, S. 63–72.
- Die mittelalterlichen Glasmalereien in Frankfurt und im Rhein-Main-Gebiet (= Corpus Vitrearum Medii Aevi Deutschland. III, 1). Berlin 1999.
- In Rembrandts Werkstatt. Der Meister in Original, Kopie und Studie. Ausstellungskatalog Germanisches Nationalmuseum Nürnberg / Gemäldegalerie Berlin. Nürnberg 2001, ISBN 3-926982-74-8.
- mit anderen: Mit Milchbrei und Rute. Familie, Schule und Bildung in der Reformationszeit (= Kulturgeschichtliche Spaziergänge im Germanischen Nationalmuseum. Band 8). Nürnberg 2005, ISBN 3-936688-10-9.
- Das Retabel von Wetter und die Wechselwirkungen zwischen Tafel- und Glasmalerei in Hessen und am Mittelrhein um 1250. In: Westfalen. 80, 2002/2005, S. 245–258.
- Beiträge in: Mittelalter. Kunst und Kultur von der Spätantike bis zum 15. Jahrhundert (= Die Schausammlungen des Germanischen Nationalmuseums. 2). Bearb. von Jutta Zander-Seidel, Daniel Hess, Frank Matthias Kammel, Ralf Schürer. Nürnberg 2007, S. 185–191: Vom Antependium zum Retabel: Tafelmalerei im 13. Jahrhundert, S. 241–251: Raum und Farbe: Architektur und Malerei, S. 265–276: Stile und Regionen: Malerei und Glasmalerei, S. 290–298: Die Bildwelt des Altars, S. 337–348: Zwischen Frankreich und Böhmen: Nürnberger Malerei und Glasmalerei.
- mit Thomas Eser: Der Erker worin Dürer malte. Fragen zur Örtlichkeit von Dürers künstlerischer Arbeit. In: G. Ulrich Großmann, Franz Sonnenberger (Hrsg.): Das Dürer-Haus. Neue Ergebnisse der Forschung (= Dürer-Forschungen. 1). Nürnberg 2007, S. 141–172.
- mit Dagmar Hirschfelder (Hrsg.): Renaissance. Barock. Aufklärung (= Die Schausammlungen des Germanischen Nationalmuseums. 3). Nürnberg 2010, ISBN 978-3-936688-47-4.
- Kulturgeschichte im Germanischen Nationalmuseum. In: Martina Padberg, Martin Schmidt (Hrsg.): Die Magie der Geschichte. Geschichtskultur und Museum (= Schriften des Bundesverbands freiberuflicher Kulturwissenschaftler. 3). Bielefeld 2010, S. 137–149.
- Die „Schweizerscheibe“ und die Konstruktion einer helvetischen Nationalkultur. In: Edgar Bierende, Sibylle Hoiman, Anna Minta, Matthias Noell (Hrsg.): Helvetische Merkwürdigkeiten. Wahrnehmung und Darstellung der Schweiz in der Kunst- und Kulturgeschichte seit dem 18. Jahrhundert (= Neue Berner Schriften zur Kunst. 11). Bern 2010, S. 173–189.
- mit Oliver Mack: Luther am Scheideweg oder der Fehler eines Kopisten? Ein Cranach-Gemälde auf dem Prüfstand. In: Wolfgang Augustyn, Ulrich Söding (Hrsg.): Original – Kopie – Zitat. Kunstwerke des Mittelalters und der Frühen Neuzeit: Wege der Aneignung – Formen der Überlieferung (= Veröffentlichungen des Zentralinstituts für Kunstgeschichte in München. 26). Passau 2010, S. 279–295.
- mit Bernhard Maaz: Kunstmuseen. In: Bernhard Graf, Volker Rodekamp (Hrsg.): Museen zwischen Qualität und Relevanz. Denkschrift zur Lage der Museen. Institut für Museumsforschung, Berlin 2012, S. 285–297.
- mit Thomas Eser (Hrsg.): Der frühe Dürer. Begleitband zur Ausstellung im Germanischen Nationalmuseum. Nürnberg/London 2012, ISBN 978-3-936688-59-7.
- mit Oliver Mack: Zwischen Perfektion und Lässigkeit. Zur Malerei Albrecht Altdorfers. In: Christoph Wagner, Oliver Jehle (Hrsg.): Albrecht Altdorfer. Regensburg 2012, S. 37–53.
- mit Jeffrey Chipps Smith: Dürer’s Life and Work. The Object as a Key to the Subject? In: CIHA2012 Nürnberg: The Challenge of the Object / Die Herausforderung des Objekts. Akten des 33. Internationalen Kunsthistoriker-Kongresses, Nürnberg, 15.–20. Juli 2012. Hrsg. von G. Ulrich Großmann, Petra Krutisch. Redaktion, Band 3 (= Wissenschaftliche Beibände zum Anzeiger des Germanischen Nationalmuseums 32, 3). Nürnberg 2013, S. 996–999.
- Hans von Aufseß: Sammler, Patriot und Museumsgründer; Kaiser und Reich. In: Jutta Zander-Seidel, Anja Kregeloh (Hrsg.): Geschichtsbilder. Die Gründung des Germanischen Nationalmuseums und das Mittelalter. Nürnberg 2014, S. 45–55, 249–261.
- Zwischen Schwindel und Gottesnähe. Der Blick vom Berg. In: Yasmin Doosry (Hrsg.): Von oben gesehen. Die Vogelperspektive. Ausstellungskatalog. Germanisches Nationalmuseum, 2014, S. 143–171.
- Romantic atmosphere and the invocation of the past: Motifs and functions of early stained glass collections around 1800. In: Collecting through connections. Glass and Stained Glass Collectors and their Networks in the 19th century. Revista de História de Arte 03, Lissabon 2015, S. 7–20.
- Der neue Blick auf die Welt: Natur und Kunst von Dürer bis Gessner. In: Urs B. Leu, Mylène Ruoss (Hrsg.): Facetten eines Universums. Conrad Gessner 1516–2016. Zürich 2016, ISBN 978-3-03810-152-9, S. 30–44.
- mit Hartmut Scholz und Peter Berkenkopf (Hrsg.): Originale Kaltmalerei auf historischen Glasmalereien. Beiträge des Arbeitsgesprächs vom 10./11. März 2016 im Germanischen Nationalmuseum. arthistoricum.net, Heidelberg 2018, doi:10.11588/arthistoricum.383.545, ISBN 978-3-947449-00-2.
- mit Markus Prummer (Hrsg.): Helden, Märtyrer, Heilige. Wege ins Paradies. Ausstellungskatalog. Verlag des Germanischen Nationalmuseums, Nürnberg 2019, ISBN 978-3-946217-18-3.
- Europa auf Kur. Ernst Ludwig Kirchner, Thomas Mann und der Mythos Davos. Begleitband zur Ausstellung im Germanischen Nationalmuseums, Nürnberg und im Kirchner Museum Davos, Nürnberg 2021, ISBN 978-3-946217-28-2.
- Museale Sammlungen unter neuen Perspektiven. Vom Germanischen zu einem europäischen Museum. In: Michael Farrenkopf, Aikaterini Filippidou, Torsten Meyer, Stefan Przigoda, Achim Saupe, Tobias Schade (Hrsg.): Alte Dinge – Neue Werte. Musealisierung und Inwertsetzung von Objekten (= Wert der Vergangenheit, Bd. 6). Göttingen 2022, S. 37–53.
- Die Irrfahrten des Odysseus: Vom Überleben durch Erzählen. In: Heike Zech (Hrsg.): Horizonte – Geschichte und Zukunft der Migration. Ausstellungskatalog. Germanisches Nationalmuseum, Nürnberg 2023, ISBN 978-3-946217-33-6, S. 132–145.